# فرودگاه مرسینگ
فرودگاه مرسینگ (به انگلیسی: Mersing Airport) (به زبان بومی: Lapangan Terbang Mersing) یک فرودگاه با کد یاتا MEP است که یک باند فرود چمن دارد و طول باند آن ۵۰۰ متر است. این فرودگاه در کشور مالزی قرار دارد و در ارتفاع ۳ متری از سطح دریا واقع شده‌است.